# Chlorophorus viticis
Chlorophorus viticis là một loài bọ cánh cứng trong họ Cerambycidae.